# Cerro Las Tórtolas
Il Cerro Las Tórtolas è una montagna delle Ande che si trova tra il Cile (Regione di Coquimbo) e l'Argentina, Provincia di San Juan. È alta 6160 metri.